# 西中千人
西中 千人（にしなか ゆきと、1964年 - ）は、日本のガラス造形作家。星薬科大学薬学部卒業後、薬剤師免許取得。カリフォルニア美術大学で彫刻とガラスアートを 学ぶ。「命の煌めき・再生」をテーマに、古の日本の美意識から生み出した独自のガラス表現を追求。代表作は金継の精神を礎とした「ガラスの呼継」と 命のつながりをメッセージとした「ガラスの枯山水」。 パリ装飾美術館「ジャポニスムの 150 年展」（2018年）、香港大学美術博物館「藝流不息展」（2019年）やイギリス、フランス、アメリカ、香港、台湾のアートフェアに毎年出品。近年は資源循環で持続可能な社会を目指すアート（ SDGs x ART）に取り組む。

## 経歴
1964年、和歌山県和歌山市に生まれる。和歌山県立桐蔭高等学校を経て星薬科大学に進学。
1987年、西北大学（中国）に留学後、1988年、星薬科大学薬学部を卒業。薬学部出身であったが、「グロテスクな物が苦手」という理由で薬学の道に進むことはあきらめたという。
1989年～1990年、カガミクリスタル勤務。1991年～1994年、カリフォルニア芸術大学に留学し、彫刻とガラス造形を学ぶ。ただし、大学との志向の相違もあって除籍となり、卒業はしていないとのこと。
帰国後は1995年～1997年、富山ガラス造形研究所の助手を経て、1998年、ニシナカユキト GLASS STUDIOを設立し、今に至る。

## 作品

### 【ガラスの呼継】
自ら作った器を叩き壊し、ガラス器の破片をガラスで繋ぐ手法によるもの。「自ら作った器を叩き壊すのは、今の自分を越えるため。過去の延長上に未来は無い、未来は生きている我々が創る。」という思想に基づく作品。
西中の「ガラスの呼継」は、日本の漆工芸技法である、割れた陶器を漆で修復する金継ぎや、異なる陶磁器の破片を集め、漆で繋いでひとつの陶磁器にする呼継（よびつぎ）という技法に類似する。こうした手法について、「欠点こそが個性であり、それが魅力になる」「呼継の技法をガラスに用いることでガラス工芸の因習を打ち破れるし、日本人としてのアイデンティティを表現することにもなる」と述べている。オックスフォード大学 アシュモレアン博物館（イギリス）に呼継盌「黎明」と呼継茶入「有明」が（2020年）、 ヴィクトリア＆アルバート博物館（イギリス）に呼継「悠久」と呼継水指「爽昧」が（2021年）収蔵された。

### 【ガラスの枯山水】
ガラスアートを伝統の日本庭園に取り入れることで、「光」という新しい要素を組み込み、光の庭として再構築。2019年5月、京都法然院参道に、ガラス枯山水「つながる」を創設。「つながる」はリサイクルガラス瓶から作ったオブジェを配した枯山水アート空間。命もガラス資源も繋がっていく永遠の循環を語る。

## 受賞歴
- サーキュラーアワード ・サーキュラーエナジー賞 / crQlr Award・Circular Energy Prize（2021年）
- WORLD MEDIA FESTIVALS 2020 金賞（2020年）
- CREATIVE HACK AWARD 2013 グラフィック賞（2013年）
- 大桑文化奨励賞（2011年）[1]
- ビアマグランカイ 8 審査員特別賞 アウラ・野々村賞（2010年）
- 平成20年度 和歌山市文化奨励賞（2008年）[3]
- 平成17年度 和歌山県きのくに技能奨励賞（2006年）[4]
- WAKAURAサイトコンテスト 準グランプリ（2001年）

- 第1回現代ガラスの美展IN薩摩 大賞（1997年）